# Гарань Василь Олександрович
Василь Олександрович Гарань (16 квітня 1922, село Чернявка Вінницької області — 19 грудня 1996) — український педагог, тромбоніст, доцент Національної музичної академії імені Петра Чайковського, соліст групи тромбонів Академічного заслуженого симфонічного оркестру України.

## Роки навчання
Василь Гарань народився 16 квітня 1922 року в селі Чернявка (нині Вінницької області).
1941 року закінчив Київську музичну школу-десятирічку імені Миколи Лисенка (кл. В. М. Яблонського і А.Добросердова). В роки Другої світової війни служив на різних фронтах. Війну закінчив музикантом військового оркестру (диригент Маркус Е. Й.).
1949 року закінчив Київську державну консерваторію по класу тромбону(кл. А. Добросердова).

## Педагогічна і творча праця
З 1946—1949 — соліст оркестру Оперної студії при Київській державній консерваторії, з 1950 року соліст Академічного заслуженого симфонічного оркестру України. З 1951 року викладач консерваторії.
Гарань за роки праці в симфонічних оркестрах України зарекомендував як високопрофесійний виконавець гри на тромбоні. Звук його інструменту мав м'який оксамитовий тембр. Одночасно з тим мав певне напористе фонфарне звучання, що в значній мірі зміцнювало басову групу мідних духових інструментів оркестру. Виконуючи твори П. І. Чайковського: симфонії, балети, симфонічні поеми, опери В. О. Гарань завжди досягав вершин виконавської майстерності, доповнюючи музичну палітру звучання оркестру своїм виконанням. Особливо він досяг значних успіхів у виконанні солових партій у творах українських композиторів, а зокрема в симфоніях Левка Ревуцького, Бориса Лятошинського, Левка Колодуба. У складі симфонічного оркестру України брав значну участь в звукозаписі музики у фонд українського радіо та музики до кінофільмів на Київській кіностудії ім. Олександра Довженка, а також брав участь в інтерпретації творів молодих українських композиторів у складі різноманітних камерних ансамблів.
Згадуючи величезну педагогічну працю В. О. Гараня, яка тривала майже півстоліття (1951—1997 р.)  , слід зазначити, що він був одним із послідовників української виконавської духової музичної школи, і продовжував традиції своїх педагогів та колег: В. Мю Яблонського, О. Добросердова, А. Проценка, О. Литвінова та інших. Мав звання доцента кафедри духових інструментів.

## Учні
Його учні — випускники консерваторії — працювали і працюють у багатьох симфонічних оркестрах України і зарубіжжя та викладають в навчальних музичних закладах. Окрім тромбона, він вів клас туби. Серед його випускників: Ю. Ксенофонтов, В. Кислий, Ф. Крижанівський, В Шелудько, Б. Мойсеєнко, Соколик, С. Якимов, О. Майданюк, Є. Фокін, І. Петрушин та ін.
Протягом  педагогічної праці Василь Горань активно сприяв пропаганді українського музичного духового виконавства. У складі професорів духової кафедри Київської консерваторії брав значну участь у підготовці і проведенні українських конкурсів: «Виконавців гри на духових та ударних інструментах». Активно сприяв створенню Національного духового оркестру України. Неодноразово був членом журі різноманітних конкурсів, фестивалів, оглядів. Мав великий перегляд у світовій музичній літературі та модерних трендах в інтерпретації на духових інструментах. Був автором методичних розробок і посібників для навчальних музичних закладів України.
Гарань вважається фундатором і засновником Київської тромбонової музичної школи. Поєднавши виконавську майстерність, педагогічну працю і спираючись на досягнення та традиції своїх попередників він вніс величезний вклад у розвиток духового виконавського мистецтва України.